# Wahlen 1909
◄◄ | ◄ | 1905 | 1906 | 1907 | 1908 | Wahlen 1909 | 1910 | 1911 | 1912 | 1913 | ► | ►►

Weitere Ereignisse
Folgende Wahlen fanden im Jahre 1909 statt:
- am 1. und 3. Mai die Parlamentswahl in Finnland 1909
- am 25. Mai die Folketingswahl 1909 in Dänemark
- am 11. Juni Parlamentswahlen in den Niederlanden
- vom 2. Oktober bis 20. November die Parlamentswahl in Norwegen 1909
- am 2. November die Wahl zur Abgeordnetenkammer auf den Philippinen